# Josiah Parsons Cooke
Josiah Parsons Cooke (Boston, 12 de outubro de 1827 — Newport, Rhode Island, 3 de setembro de 1894) foi um químico estadunidense.
Estudou de 1844 a 1848 na Universidade Harvard. Após um ano de estudos no exterior foi tutor de matemática, depois docente e em 1850 professor de química e mineralogia. Em seu primeiro artigo científico descreveu em 1852 um cristal de arsênio. Seu livro The New Chemistry de 1872 foi traduzido em diversas línguas. Sua publicação de 1880 sobre o peso do átomo de antimônio teve repercussão internacional.